# Calocera
Calocera (Elias Magnus Fries, 1821 ex Elias Magnus Fries, 1825) din încrengătura Basidiomycota, ordinul Dacrymycetales, în familia Dacrymycetaceae  este un gen de ciuperci saprofite și preponderent necomestibile cu aproximativ 60 specii, în Europa mai puține. Tip de specie este Calocera viscosa.

## Taxonomie
În 1821, renumitul micolog suedez Elias Magnus Fries a descris un subgen al genului Clavaria, anume Calocera, în volumul 1 al trilogiei sale Systema Mycologicum.
În 1825, el însuși a transformat subgenul în genul independent Calocera, de verificat în volumul 1 al lucrării sale Systema Orbis Vegetabilis.  Acest taxon reprezintă numele generic până în prezent (2021).
Au mai fost făcute încercări de redenumire (vezi infocaseta) care însă nu sunt folosite nicăieri.
Numele generic este derivat din cuvintele de limba greacă veche (greacă veche καλός=fermecător, frumos, suav) și (greacă veche κέρας=corn, coarne), datorită aspectului exterior.

## Morfologie
Speciile genului pot fi bine diferite de altele, ca de exemplu Clavaria Clavulina sau Ramaria. În urmare cele mai importate caracteristici:

### Caracteristici macroscopice
- Corpul fructifer: este de dimensiuni mai degrabă scunde, de textură dură, gelatinos, la unele soiuri cartilaginos în centru care poate avea doar un aspect cilindric sau în formă de sulă, dar, de asemenea, unul ramificat sau lobat în partea de sus. Suprafața complet fertilă este mereu lipicios-unsuroasă, netedă sau ușor încrețită longitudinal. Cuticula este împărțită în trei straturi (vezi mai jos). La cele mai multe specii coloritul tinde, de la început până la bătrânețe, între gălbui, puternic galben-portocaliu și chiar ocru-roșiatic, datorită carotenoidelor conținute, dar există și unele la care pigmentul lipsește, fiind astfel albicioase până gri-cenușii.
- Piciorul: este uneori indistinct cu trecerea spre corpul fructifer curgătoare, nu rar marcat prin ramificarea sau lobarea părții de sus. Se deosebește de ea prin sterilitatea lui. Se înrădăcinează adânc în substrat, cauzând mucegaiul brun în lemn mort prin descompunerea celulozei și este mereu de culoarea părții fertile.
- Carnea: mereu de coloritul corpului fructifer este flexibilă, tenace, cu părți gelatinoase, uneori cu cartilagii în centru, mirosul fiind nesemnificativ și gustul blând.
- Reacții chimice: nu sunt cunoscute.

### Caracteristici microscopice
Are spori netezi, cu pereți subțiri, uneori dublu până triplu septați, alungit elipsoidali cu baza apiculată, adesea ceva alantoizi, ocazional constrânși sau umflați în centru, hialini (translucizi), neamilozi (nu se decolorează cu reactivi de iod) și cu multe picături uleioase în interior. Basidiile elipsoidale, netede, hialine, cu pereți subțiri, inamiloizi, cu membrane despărțitoare când sunt coapte sunt adesea nu chiar divizate, dar cu două proto-sterigme lungi, așa-numitele „basidii de diapazon”. Structura hifelor hialine este monomitică, cu septuri fără catarame, partea fertilă (cuticula) fiind asamblată în trei straturi: miezul cu hife compacte, deasupra unui strat de hife libere și, în cele din urmă, stratul himenial din exterior, fără cistide.

## Speciile genului
Genul conține peste 60 de specii global (stinse și actualizate), în Europa aproximativ 22. Speciile europene sunt marcate cu (E).
| - Calocera alba Kobayasi (1939) - Calocera albipes (Mont.) Berk. & M.A.Curtis (1873) (E) - Calocera arborea Shirouzu (2013) - Calocera australis McNabb (1965) - Calocera bambusicola Sheng H. Wu (2011) - Calocera biscula Lloyd (1913) - Calocera candida (Lloyd) J.A.Stev. & Cash (1936) - Calocera cavarae Bres. (1896) (E) - Calocera clavata McNabb (1965) - Calocera coralloides Kobayasi (1939) - Calocera cornea (Batsch 1783) Fr. (1827) (E) - Calocera corniformis Kobayasi (1939) - Calocera cuneata Lloyd (1922) - Calocera cornigera (1885) Beck (E) - Calocera digitata Cooke & Massee (1889) (E) | - Calocera discipes Pat. (1928) (E) - Calocera expallens Quél. (1893) (E) - Calocera fasciculata Schwein. (1832) - Calocera filum Lév. (1846) (E) - Calocera flagelliformis J. Berk. & M.A. Curtis (1869) - Calocera flavida Lloyd (1924) - Calocera foveolaris Lév. (1888) (E) - Calocera furcata (Fr.) Fr. (1827) (E) - Calocera fusca Lloyd (1925) - Calocera fuscobasis Lloyd (1922) - Calocera glossoides (Pers., 1797) Fr. (1827) (E) - Calocera gracillima Weinm. (1836) (E) - Calocera guepinia Holterm. (1898) - Calocera guepinioides Berk. (1845) - Calocera hamata Pass. (1875) (E) | - Calocera hostmanni Lév. (1844) (E) - Calocera hunanensis B. Liu & K. Tao (1988) - Calocera hypnophila Saut. (1841) (E) - Calocera lauri (Brot.) Fr. (1832) (E) - Calocera lutea (Massee) McNabb (1965) - Calocera macrospora (Massee) McNabb ex Brasf. (1938) - Calocera major Holterm. (1898) - Calocera mangshanensis B. Liu & L. Fan (1989) - Calocera minor Holterm. (1898) - Calocera morchelloides B. Liu & L. Fan (1990) - Calocera nigripes Syd. (1909) - Calocera nutans Sacc., (E) - Calocera ochroleuca Lév. (1844) (E) - Calocera odorata Holterm. (1898) - Calocera pallidospathulata D.A.Reid (1974) (E) | - Calocera palmata (Schumach.) Fr. (1838) (E) - Calocera pedicellata Shirouzu (2017) - Calocera pilipes Schwein. (1832) - Calocera platyceras Speg. (1889) - Calocera problematica Holterm. (1898) - Calocera puiggarii Speg. (1889) - Calocera rufa Lloyd (1922) - Calocera sinensis McNabb (1965) - Calocera sphaerobasis Berk. (1851) - Calocera stricta Fr. (1838) (E) - Calocera subsimplex Britzelm. (1891) (E) - Calocera variabilis Holterm. (1898) - Calocera variiformis Lloyd (1925) - Calocera vermicularis Lloyd (1923) - Calocera viscosa (Pers. 1794) Fr. (1827) (E) |

## Galerie de imagini Calocera (selecție)

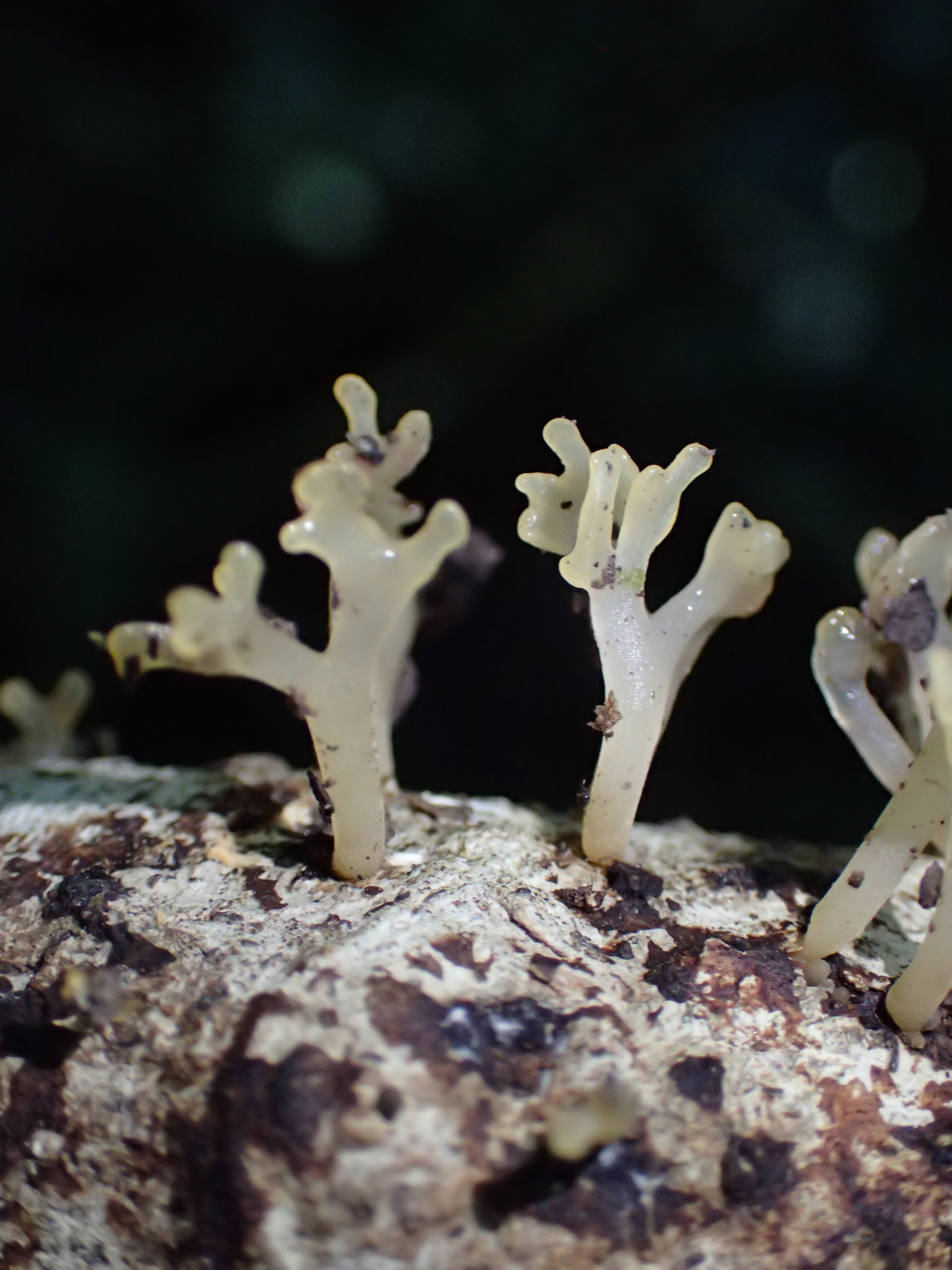
C. arborea
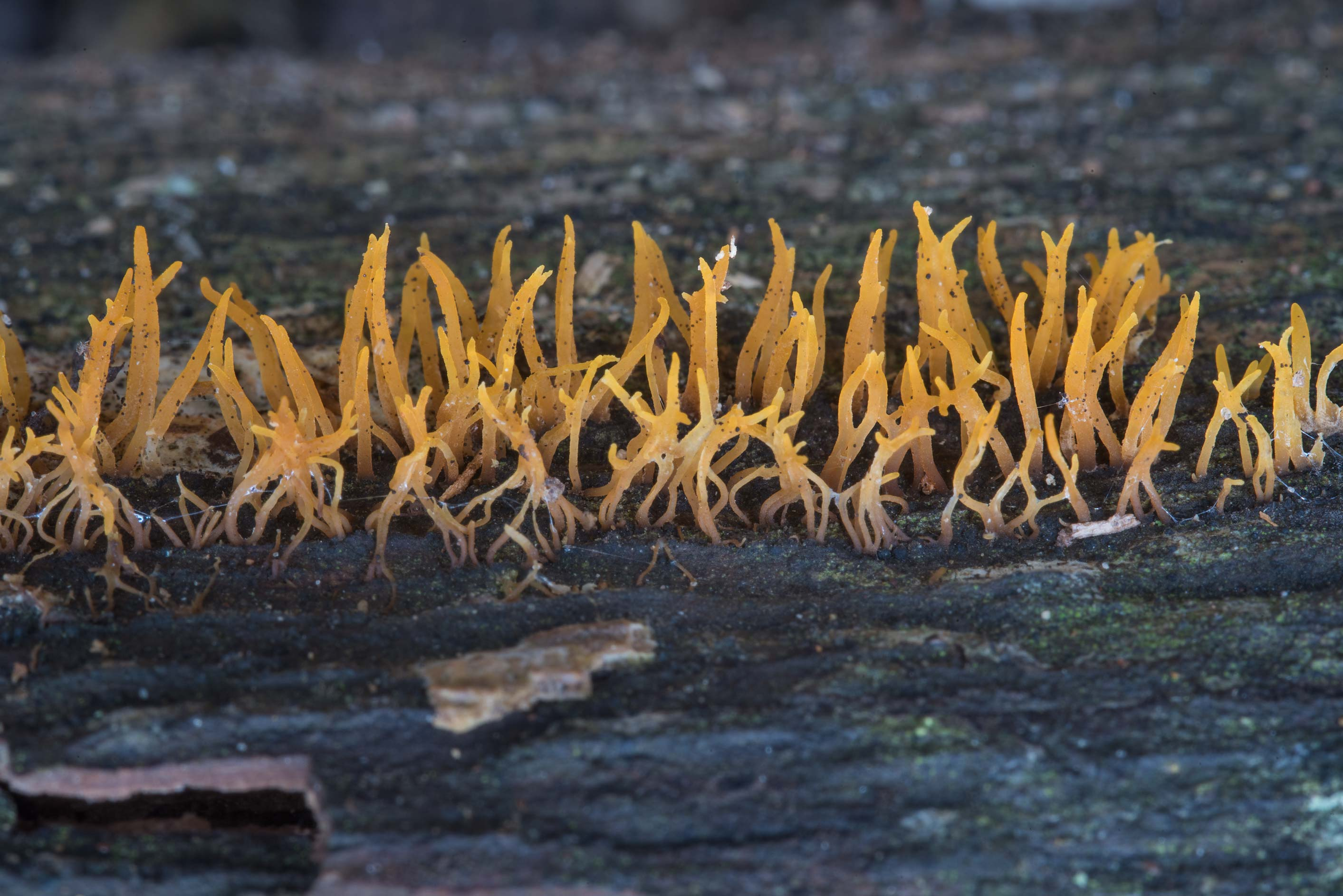
C. cornea
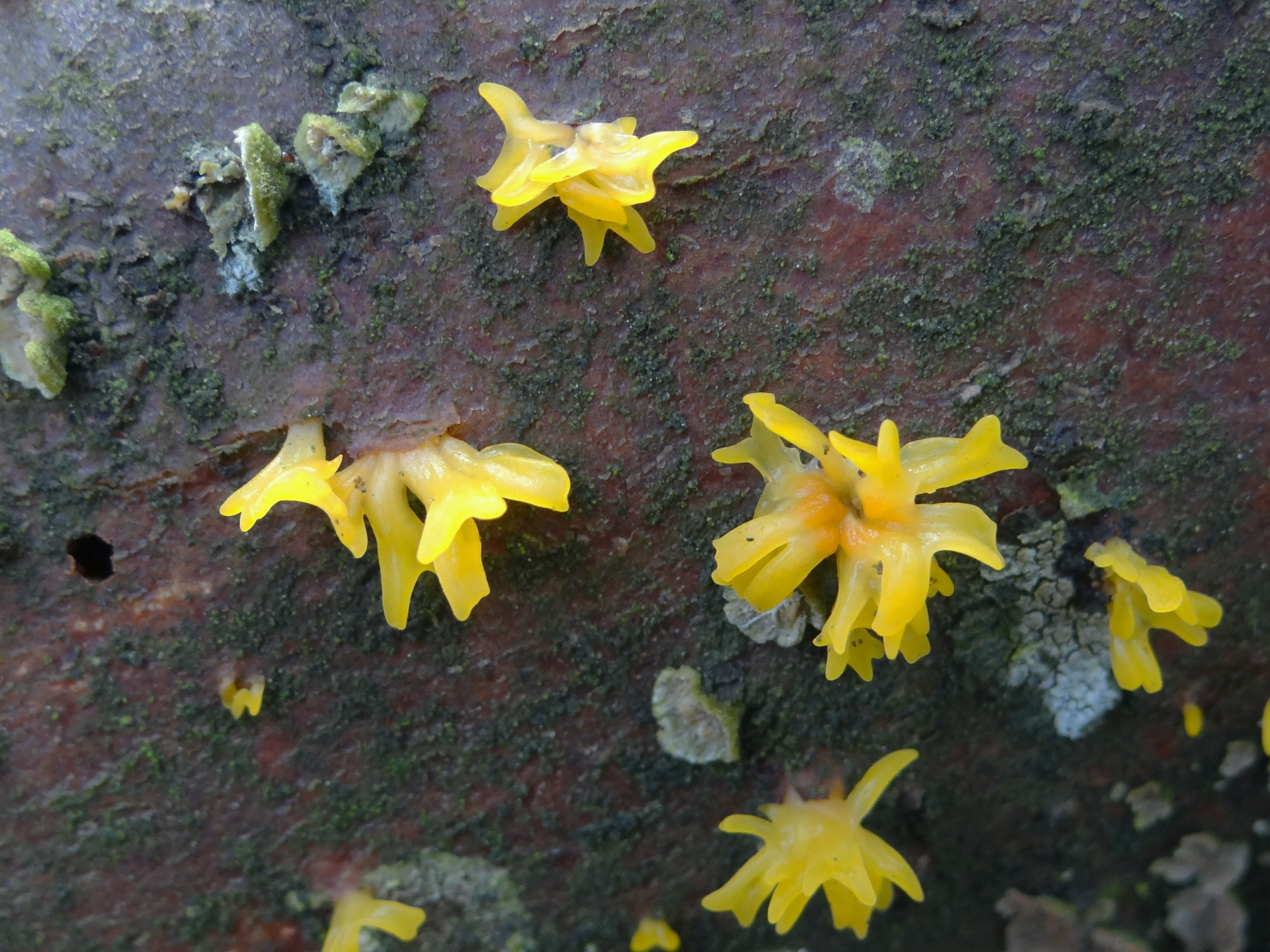
C. furcata
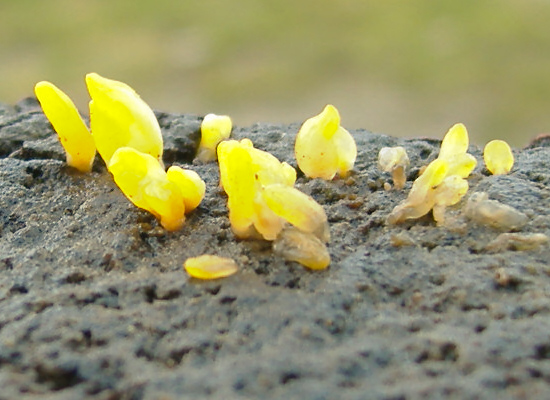
C. glossoides
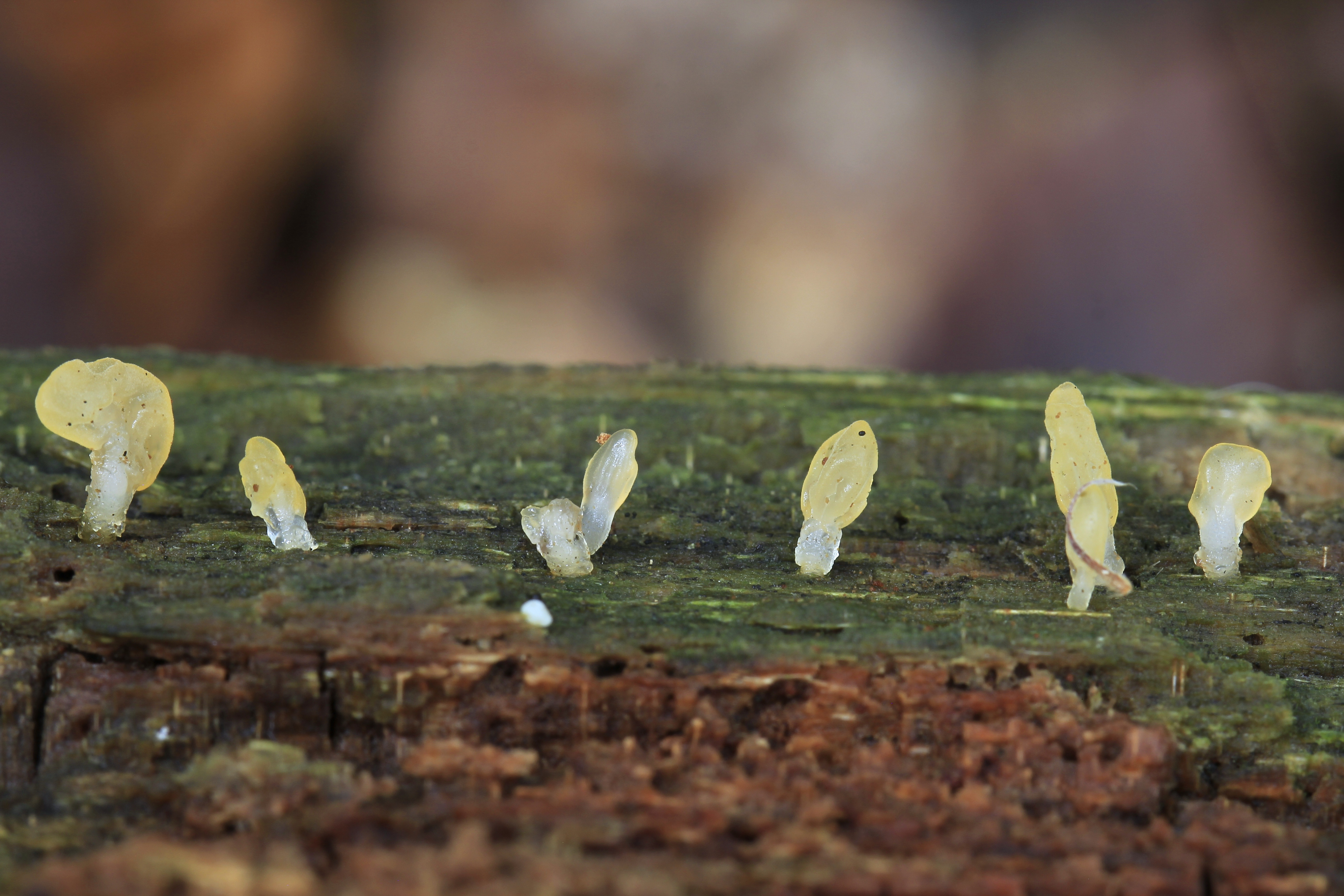
C. pallidospathulata
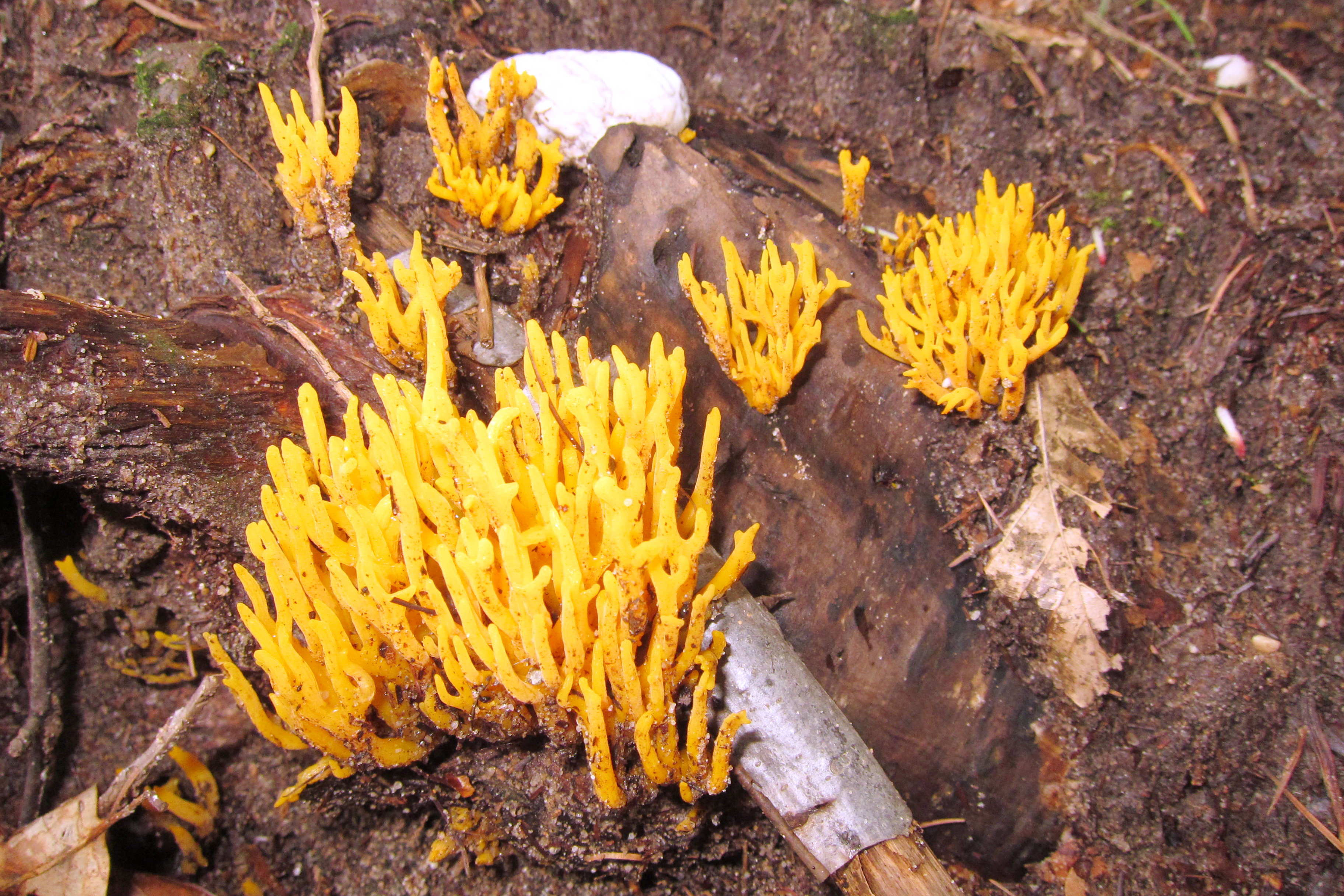
C. viscosa

## Valorificare
Speciile europene de genul Calocera,  sunt dovedit inofensive cu gust blând, dar din cauza componenței cărnii considerate fără nici o valoare culinară, fiind de aceea plasate sub rubrica „incomestibil”. Dar există soiuri neeuropene toxice care provoacă, odată ingerate, tulburări gastrointestinale.